# Wu Sangui
Wu Sangui (ur. 1612, zm. 2 października 1678) – chiński dowódca wojskowy, który w 1644 roku umożliwił Mandżurom zajęcie Chin. Później przywódca antymandżurskiej rebelii i samozwańczy cesarz.
W 1644 roku jako dowódca armii mingowskiej został wysłany w okolice Pekinu, aby stłumić powstanie chłopskie Li Zichenga, które wyparło Mingów z północy. Stacjonował wraz ze swoją armią w okolicy twierdzy Shanhaiguan przy Wielkim Murze. Odrzucił propozycję sojuszu antymingowskiego ze strony Li Zichenga, a kiedy ten ruszył na niego ze swoją dwustutysięczną armią, Wu Sangui otworzył bramy Wielkiego Muru, wpuszczając do Chin Mandżurów pod wodzą Dorgona. Mandżurowie zajęli Pekin i zapoczątkowali nową dynastię – Qing. Na znak poddaństwa nowej dynastii Wu Sangui wygolił sobie przód głowy i splótł włosy w warkocz.
W zamian za wpuszczenie Mandżurów do Chin został przez nich sowicie wynagrodzony. Otrzymał tytuł Księcia Zachodniego Spokoju i suwerenną władzę w prowincjach Junnan i Kuejczou, luksusową rezydencję w Yunnanfu i dowództwo nad armią mającą stłumić resztki opozycji mingowskiej na południu Chin. Samodzielnie mianował urzędników na podległym sobie obszarze i czerpał olbrzymie dochody z kopalń srebra, miedzi i cyny, nie dzieląc się nimi z dworem w Pekinie.
Kiedy w 1673 roku nowy cesarz Kangxi postanowił ograniczyć niepodzielną władzę południowych feudałów, Wu Sangui wypowiedział posłuszeństwo Qingom i stanął na czele rebelii trzech lenników. Jego wojska przeprowadziły błyskawiczne uderzenie, spychając Mandżurów do rzeki Jangcy. W 1678 roku, na krótko przed śmiercią, ogłosił się cesarzem ze stolicą w Hengzhou i przybrał imię Zhaowu (昭武). Zmarł 2 października 1678 roku, w przeddzień kontrataku mandżurskiego. Po jego śmierci na krótko zasiadł na tronie jego wnuk Wu Shifan, zaś rebelia została ostatecznie stłumiona w 1682 roku.